# Aldo Puglisi
Pour les articles homonymes, voir Puglisi.
Aldo Puglisi, né le 12 avril 1935 à Catane (Sicile) et mort le 19 juillet 2024 dans la même ville, est un acteur italien.

## Filmographie partielle
- 1964 : 3 notti d'amore de Renato Castellani
- 1964 : Séduite et Abandonnée (Sedotta e abbandonata) de Pietro Germi
- 1964 : Matrimonio all'italiana de Vittorio De Sica
- 1965 : Signore & signori de Pietro Germi
- 1965 : Gli amanti latini de Mario Costa
- 1965 : Letti sbagliati de Steno
- 1967 : Peggio per me... meglio per te de Bruno Corbucci
- 1968 : La ragazza con la pistola de Mario Monicelli
- 1968 : Vacanze sulla Costa Smeralda de Ruggero Deodato
- 1969 : La Contestation (Amore e rabbia) de Pier Paolo Pasolini - voix
- 1969 : Un caso di coscienza de Giovanni Grimaldi
- 1971 : Ma femme est un violon (Il merlo maschio) de Pasquale Festa Campanile
- 1971 : Quando le donne persero la coda de Pasquale Festa Campanile
- 1972 : Obsédé malgré lui (Nonostante le apparenze... e purché la nazione non lo sappia... All'onorevole piacciono le donne) de Lucio Fulci
- 1973 : Nous voulons les colonels (Vogliamo i colonnelli) de Mario Monicelli
- 1974 : Vers un destin insolite sur les flots bleus de l'été de Lina Wertmüller
- 1975 : Il giustiziere di mezzogiorno de Mario Amendola
- 1976 : La prima notte di nozze de Corrado Prisco
- 1980 : Arrivano i gatti, de Carlo Vanzina (1980)
- 1997 : L'uomo dal sigaro in bocca, de Mario Sesti (documentaire)
- 2003 : Segreti di stato de Paolo Benvenuti
- 2003 : Tosca e altre due de Giorgio Ferrara
- 2007 : Quell'estate felice de  Beppe Cino